# كرة القدم النسوية في لبنان
كرة القدم النسوية أو كرة القدم النسائية في لبنان، إلى حدود العشرية الأولى للقرن 21 لم تكن كرة القدم النسوية في لبنان شائعة في كل المناطق والمدن، حيث مورست كرة القدم كهواية بشكل محدود فقط في المناطق الغنية من البلاد، رغم أن رياضة كرة القدم هي هواية شعبية غالبا ما نجد ممارستها في المناطق الأكثر شعبية في دول العالم،
تأسس الدوري اللبناني لكرة القدم للسيدات عام 2008، وهو تاريخ لابأس به ومبكر مقارنة مع العديد من دول آسيا والشرق الأوسط، رغم أن كرة القدم النسوية حسب الأبحاث والمعطيات والوثائق والرسومات التاريخية تعود لبناتها الأولى إلى 2000 سنة قبل الميلاد في رياضة السو تشو Tsu shu، وفي العصر الحديث ذكرت التقارير أن مباريات دورية سنوية أقيمت في اسكتلندا في بداية عام 1790. حيث سجل الاتحاد الأسكتلندي لكرة القدم أولى مبارياته في غلاسكو في العام 1892، وقد أسس الاتحاد الدولي لكرة القدم النسوية سنة 1969، وتم إسقاط الحضر عن الكرة النسوية بشكل نهائي سنة 1971، بعد أن قام أعضاء نادي اتحاد كرة القدم بمنع إقامة مباريات نسائية على ملاعبهم في عام 1921، واستمر المنع حتى شهر يوليو من عام 1971.
ويتم ممارسة كرة القدم النسائية على المستوى الاحترافي في العديد من البلدان في جميع أنحاء العالم، ويشارك فيها عالميًا 176 فريق وطني.
وقد بدأت أطوار منافسات دوري البطولة اللبنانية للنساء بشكل رسمي سنة 2008، وقد حصلت سيدات نادي الصداقة الرياضي للسيدات على اللقب الأول في تاريخ البطولة اللبنانية النسوية من بين 13 عشر فريقا متنافسا.
ورغم الصعوبات التنظيمية والمالية في البداية، استمرت أطوار البطولة في تطور لبضعة سنوات، ولكنها ما لبثت أن توقفت لمرة واحدة سنة 1915، لمشاكل تنظيمية وضعف الدعم، قبل أن تعاود التطور من جديد وشق طريقها نحو المنافسة الاحترافية على المستوى العربي الإقليمي والآسيوي.

## فريق الكبار: المنتخب
تأسس الفريق الوطني اللبناني للسيدات في عام 2005 كواحد من أوائل الفرق الوطنية للسيدات في غرب آسيا، وجاء في المركز الثالث في«بطولة اتحاد غرب آسيا للسيدات» (WAFF women championship) مرتين سنة 2007 وسنة 2019.